# ان‌جی‌سی ۳۶۹

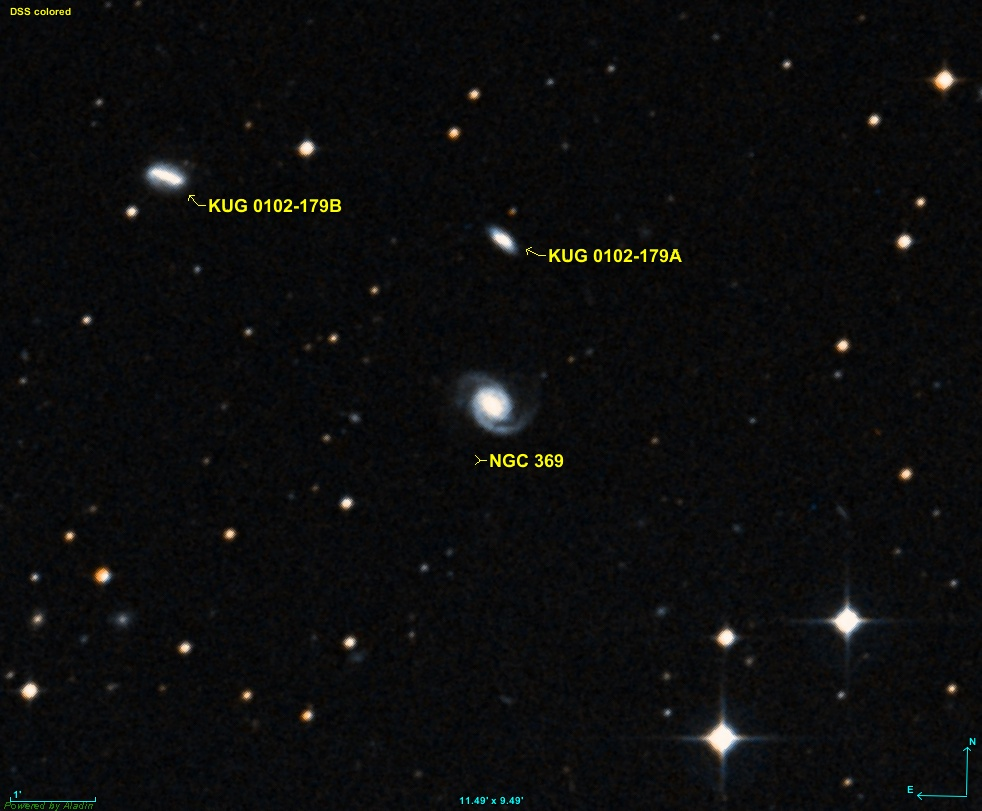
در آسمان

ان‌جی‌سی ۳۶۹ (انگلیسی: NGC 369) نام یک کهکشان مارپیچی در صورت فلکی نهنگ است.